# 福島県道279号高萩久田野停車場線
福島県道279号高萩久田野停車場線（ふくしまけんどう279ごう たかはぎくたのていしゃじょうせん）は、福島県白河市内を通る一般県道である。

## 路線概要
- 起点：白河市関辺字新道
- 終点：白河市久田野字田中（JR東北本線久田野駅前）
- 総延長：9.350km[1]
  - 実延長：7.813km
- 路線認定年月日：1959年8月31日[2]

### 重用路線
- 福島県道139号母畑白河線（本沼～久田野字城内）
- 福島県道185号久田野停車場線（久田野字城内～久田野字田中（終点））

### 道路施設
大正橋（阿武隈川）
- 全長：150.0m
- 幅員：9.3m
- 形式：ポストテンション方式5径間PC単純T桁橋
- 竣工：1974年[3]

## 通過する自治体
- 白河市

## 接続・交差する道路
- 国道289号（関辺字新道 起点）
- 福島県道11号白河石川線（板橋字大田中）
- 福島県道139号母畑白河線 石川方面（本沼）
- 福島県道139号母畑白河線 白河市街地方面（久田野字城内）
- 福島県道185号久田野停車場線 国道4号方面（久田野字城内）

## 沿線
- グリーンアカデミーカントリークラブ
- 久田野郵便局
- フランスベッド東北工場
- JR東北本線久田野駅